# Paronychia anatolica
Paronychia anatolica är en nejlikväxtart. Paronychia anatolica ingår i släktet prasselörter, och familjen nejlikväxter.

## Underarter
Arten delas in i följande underarter:
- P. a. anatolica
- P. a. balansae